# 木曽源
木曽 源（きそ みなと、2012年10月8日 - ）は、日本の子役。テアトルアカデミー所属。

## 人物
身長138センチメートル。
特技は書道、水泳。

## 出演作品

### テレビドラマ
- 最上の命医2016（2016年、テレビ東京）
- ON 異常犯罪捜査官・藤堂比奈子（2016年、フジテレビ）
- 土曜プレミアム / ドラマミステリーズ 〜カリスマ書店員が選ぶ珠玉の一冊〜「情けは人の…」（2017年、フジテレビ）
- 特捜9 第7話（2018年、テレビ朝日） - 中島達也（5歳時）
- 木曜劇場 / やんごとなき一族 第1話（2022年、フジテレビ）
- 警視庁強行犯係 樋口顕 Season2 第1話（2022年、テレビ東京） - 三上徹（幼少期）
- 王様戦隊キングオージャー（2023年3月5日 - 2024年2月25日、テレビ朝日） - ブーン

### テレビ番組
- 24時間テレビ 「愛は地球を救う」（日本テレビ） - 美良生
- 総合診療医ドクターG（NHK-BS）
- パニパニパイナ! 第9話（スカパー!） - かみなりゴロー

### 映画
- 短編映画「化石の歌」（2022年） - 優吾（幼少期）

### オリジナルビデオ
- 王様戦隊キングオージャーVSキョウリュウジャー（2024年10月9日、東映ビデオ） - ブーン

### CM
- アフラック医療保険
- 積水ハウス SUMAI
- バンダイ キャラパキ
- 横河電機 企業広告

### スチール
- 世界文化社 「PriPri」
- ジョイパレット 「アンパンマンちゃりんくるトレーナー」 - パッケージ
- アガツマ アンパンマンシリーズ - パッケージ
  - 「アンパンマン ドキドキアンパンチ」
  - 「アンパンマン カンタン折りたたみ! ジャングルパーク」
  - 「アンパンマン カンタン折りたたみ! ブランコパークDX」

### WEB
- トヨタ・シエンタ